# Ragnar Ache
Ragnar Ache (Frankfurt am Main, 28 juli 1998) is een Duits voetballer die doorgaans als aanvaller speelt. Hij stroomde in 2016 door vanuit de jeugd van Sparta Rotterdam en ging in 2020 naar Eintracht Frankfurt.

## Clubcarrière
Ache (spreek uit: "Agge") heeft een Duitse vader en een Ghanese moeder. Hij speelde in de jeugd van SpVgg 03 Neu-Isenburg en Sparta AV voor hij bij Sparta Rotterdam kwam. Daar kreeg hij in 2016 een plek in het tweede elftal, op dat moment actief in de Tweede divisie. Ache debuteerde op 4 april 2017 in het eerste elftal van Sparta, in een met 3–0 verloren wedstrijd in de Eredivisie uit tegen sc Heerenveen. Hij kwam in de 80e minuut in het veld voor Ilias Alhaft. Zijn eerste én tweede doelpunt in de Eredivisie volgden op 25 augustus 2017. Sparta en hij speelden die dag met 2–2 gelijk uit bij NAC Breda. In 2018 degradeerde Ache met Sparta via de play-offs 2018 naar de Eerste divisie, om een jaar later via de play-offs 2019 weer te promoveren naar de Eredivisie.
Op 3 januari 2020 werd bekend dat Ache het lopende seizoen bij Sparta zou afmaken, om zich vanaf de zomer van 2020 voor vijf seizoenen aan Eintracht Frankfurt te binden, de Bundesligaclub uit zijn geboortestad. Het lukte hem niet om zich hier in de basis te spelen. Daarom verhuurde Eintracht Frankfurt Ache gedurende het seizoen 2022/23 aan SpVgg Greuther Fürth, op dat moment actief in de 2. Bundesliga. 
Na zijn verhuurperiode bij Fürth, maakte hij voor één miljoen euro de overstap naar 1. FC Kaiserslautern. 

## Clubstatistieken

### Beloften
| Seizoen                    | Club                  | Land            | Competitie      | Competitie | Competitie | Totaal | Totaal |
| Seizoen                    | Club                  | Land            | Competitie      | Wed.       | Dlp.       | Wed.   | Dlp.   |
| -------------------------- | --------------------- | --------------- | --------------- | ---------- | ---------- | ------ | ------ |
| 2016/17                    | Jong Sparta Rotterdam | Nederland       | Tweede divisie  | 17         | 7          | 17     | 7      |
| 2017/18                    | Jong Sparta Rotterdam | Nederland       | Tweede divisie  | 14         | 3          | 14     | 3      |
| 2018/19                    | Jong Sparta Rotterdam | Nederland       | Tweede divisie  | 8          | 1          | 8      | 1      |
| Totaal beloften            | Totaal beloften       | Totaal beloften | Totaal beloften | 39         | 11         | 39     | 11     |
| Bijgewerkt op 18 juni 2020 |                       |                 |                 |            |            |        |        |

### Senioren
| Seizoen                   | Club                 | Land            | Competitie      | Competitie | Competitie | Beker | Beker | Overig | Overig | Totaal | Totaal |
| Seizoen                   | Club                 | Land            | Competitie      | Wed.       | Dlp.       | Wed.  | Dlp.  | Wed.   | Dlp.   | Wed.   | Dlp.   |
| ------------------------- | -------------------- | --------------- | --------------- | ---------- | ---------- | ----- | ----- | ------ | ------ | ------ | ------ |
| 2016/17                   | Sparta Rotterdam     | Nederland       | Eredivisie      | 1          | 0          | 0     | 0     | –      | –      | 1      | 0      |
| 2017/18                   | Sparta Rotterdam     | Nederland       | Eredivisie      | 19         | 2          | 1     | 0     | 0      | 0      | 20     | 2      |
| 2018/19                   | Sparta Rotterdam     | Nederland       | Eerste divisie  | 11         | 5          | 0     | 0     | 4      | 2      | 15     | 7      |
| 2019/20                   | Sparta Rotterdam     | Nederland       | Eredivisie      | 19         | 5          | 2     | 0     | –      | –      | 21     | 5      |
| 2020/21                   | Eintracht Frankfurt  | Duitsland       | Bundesliga      | 7          | 1          | 0     | 0     | 0      | 0      | 7      | 1      |
| 2021/22                   | Eintracht Frankfurt  | Duitsland       | Bundesliga      | 13         | 0          | 0     | 0     | 3      | 0      | 16     | 0      |
| 2022/23                   | SpVgg Greuter Fürth  | Duitsland       | 2. Bundesliga   | 32         | 7          | 1     | 0     | 0      | 0      | 33     | 7      |
| 2023/24                   | 1. FC Kaiserslautern | Duitsland       | 2. Bundesliga   | 26         | 16         | 3     | 1     | 0      | 0      | 29     | 17     |
| 2024/25                   | 1. FC Kaiserslautern | Duitsland       | 2. Bundesliga   | 29         | 18         | 2     | 0     | 0      | 0      | 31     | 18     |
| Totaal senioren           | Totaal senioren      | Totaal senioren | Totaal senioren | 157        | 54         | 9     | 1     | 7      | 2      | 218    | 57     |
| Carrièretotaal            | Carrièretotaal       | Carrièretotaal  | Carrièretotaal  | 157        | 54         | 9     | 1     | 7      | 2      | 218    | 57     |
| Bijgewerkt op 15 mei 2025 |                      |                 |                 |            |            |       |       |        |        |        |        |

## Interlandloopbaan
Ache debuteerde in 2019 voor het Duits voetbalelftal onder 21. In 2021 werd hij opgeroepen voor het Olympisch elftal van Duitsland voor de Olympische Spelen in Tokio. Hij speelde daar drie wedstrijden, waarin hij tweemaal wist te scoren.

## Erelijst
| UEFA Europa League | 1x | 2021/22 |